# Surik
Das Surik ist ein traditionelles Schwert von der Insel Timor, die aus dem unabhängigen Staat Osttimor und dem indonesischen Westtimor besteht. Das Surik wird von Ethnien beiderseits der Grenze benutzt. In Osttimor ist es ein nationales Symbol und im ersten Wappen des Landes abgebildet. Es gibt zwei verschiedene Varianten, die sich im Erscheinungsbild unterscheiden. Heute finden Suriks unter anderem Verwendung bei der Paradeuniform der Verteidigungskräfte Osttimors.

## Beschreibung
- Surik Typ 1

Dom Boaventura, Liurai von Manufahi, mit einem Surik

Das Surik Typ 1 hat eine einschneidige Klinge mit einem geraden Rücken, die an der Schneide s-förmig verläuft. Die Klinge beginnt am Heft schmal und verbreitert sich zum Ort. Kurz vor dem Ort ist die Klinge bauchig. Das Heft besteht meist aus Horn und hat am Knauf zwei hornartige Ausarbeitungen. Am Übergang vom Heft zur Klinge ist eine metallene Zwinge angebracht, die zur besseren Befestigung zwischen Klinge und Heft dient. Die Scheiden bestehen aus Holz und sind flach gearbeitet. Am Ortbereich sind sie leicht abgebogen.
- Surik Typ 2

Das Surik Typ 2 hat eine gebogene, einschneidige Klinge. Sie werden ausschließlich in Zentraltimor von den Meos, einer bestimmten Kriegergruppe, verwendet. Die Klingen stammten oft aus niederländischer, portugiesischer oder englischer Herstellung. Diese Klingen werden jedoch zum Gebrauch gekürzt um sie der gewünschten Länge anzupassen. Das Heft hat meist eine triangenform und einen hexagonalen- oder octagonalen Schaft. Das Heft besteht meist aus Holz und ist mit Haarbüscheln aus Ziegen- oder Pferdehaar (Timor-Ponys) verziert. Im mittleren Bereich des Hefts ist ein Auge ausgearbeitet das einen mythologischen Hintergrund hat. Die Scheiden bestehen aus zwei Holzteilen die mit Rattanschnüren zusammengehalten werden. Die Abstände zwischen den Rattanwicklungen sind oft mit Schnitzereien verziert. Der Scheidenmund ist immer breiter als die Klinge selbst und mit einem Rand versehen, in den sich das Heft genau einfügt. Die Scheiden sind wesentlich länger als die Klingen und enden in einem großen, flachen, fächerförmigen Endstück. In diesem Endstück sind oft Löcher eingebohrt, in die wie am Heft Haarbüschel eingesetzt werden können.

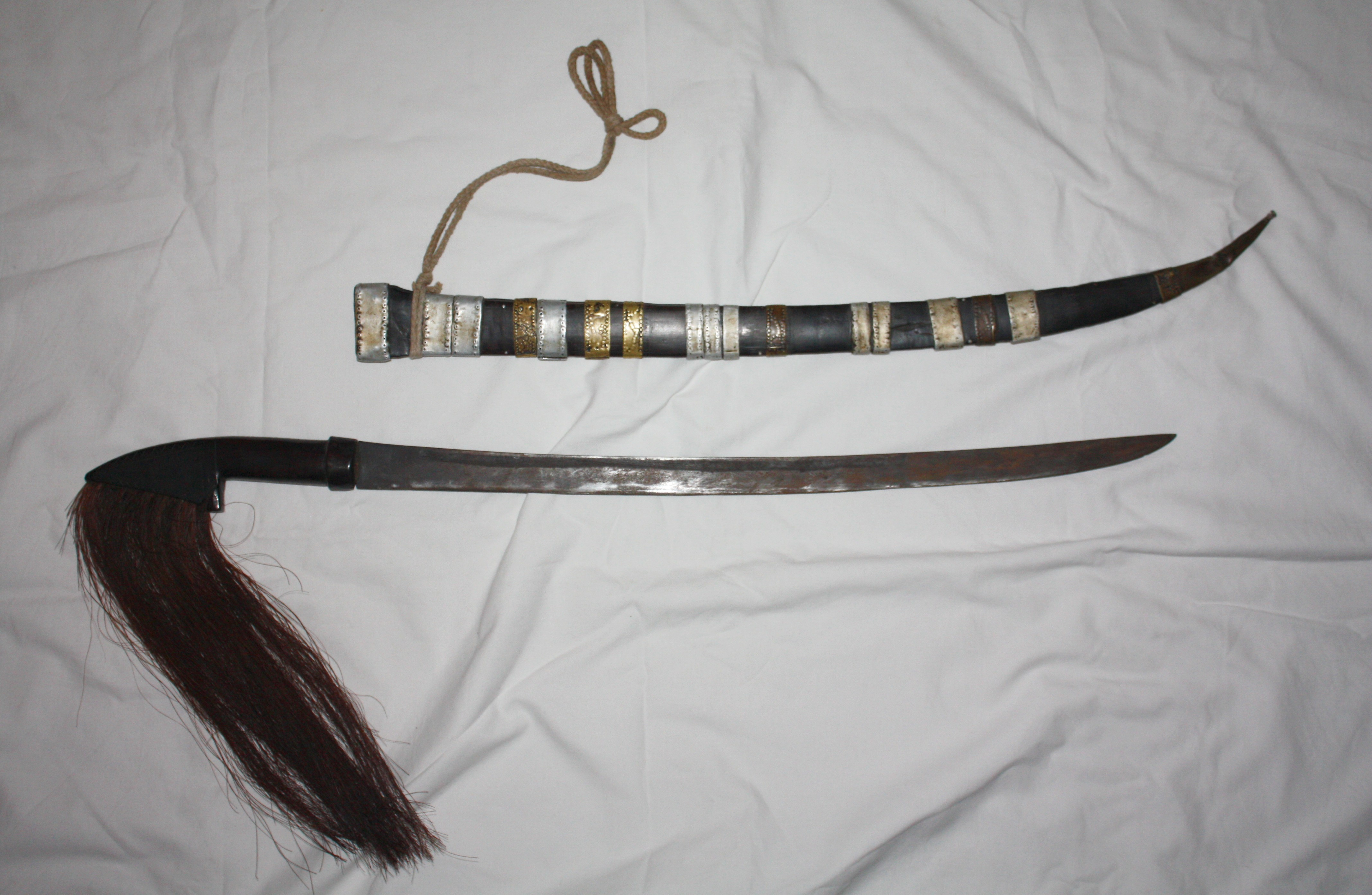
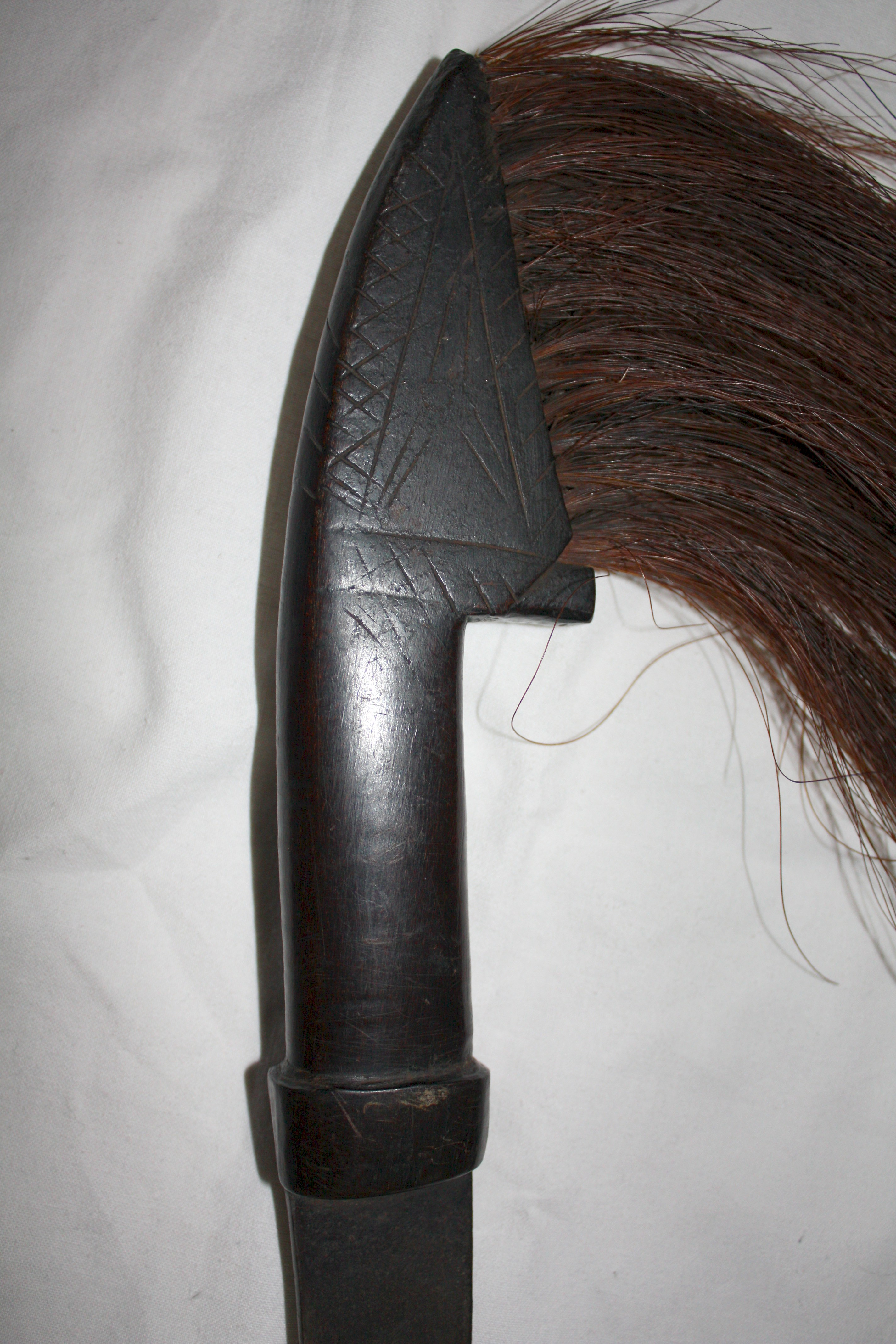
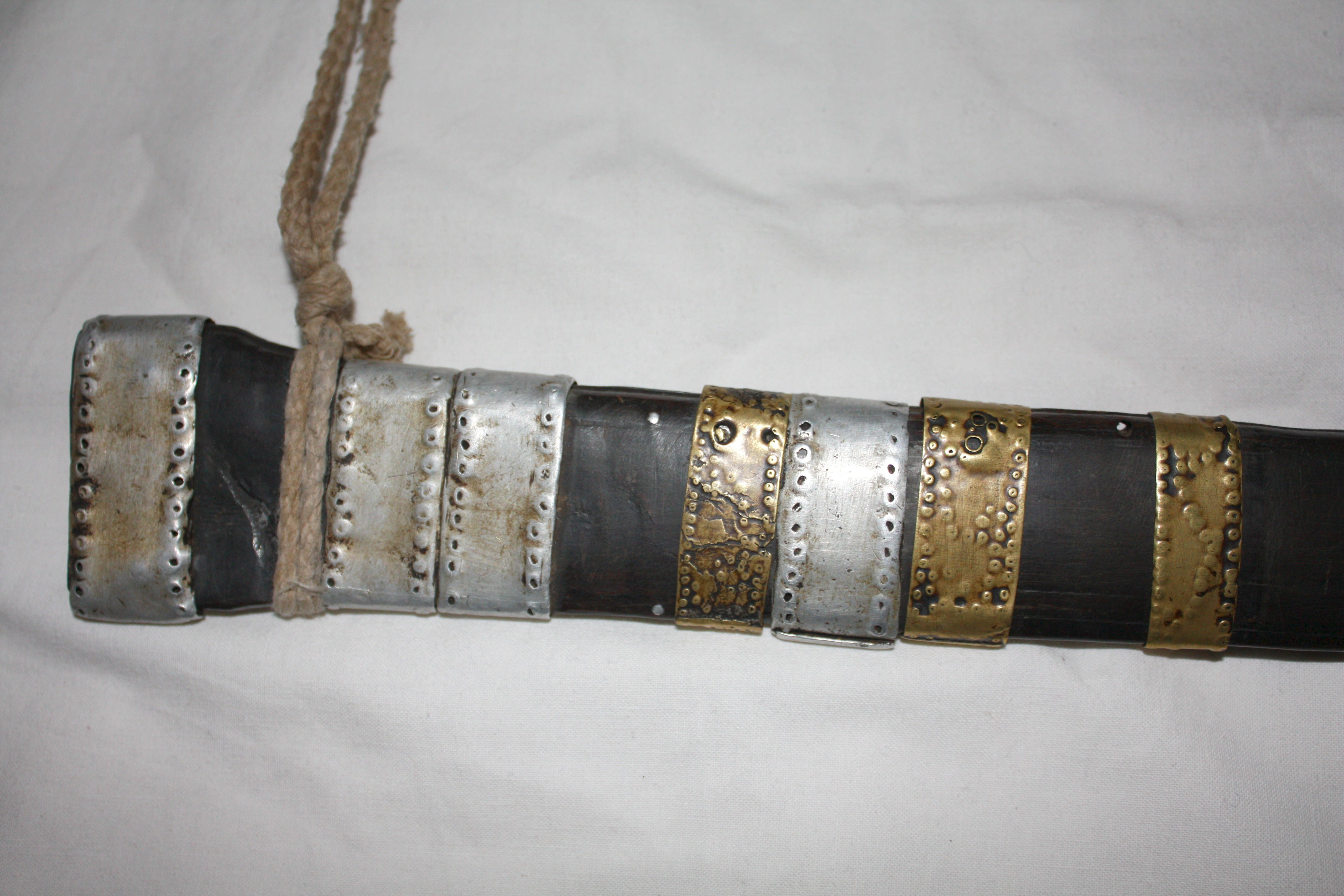
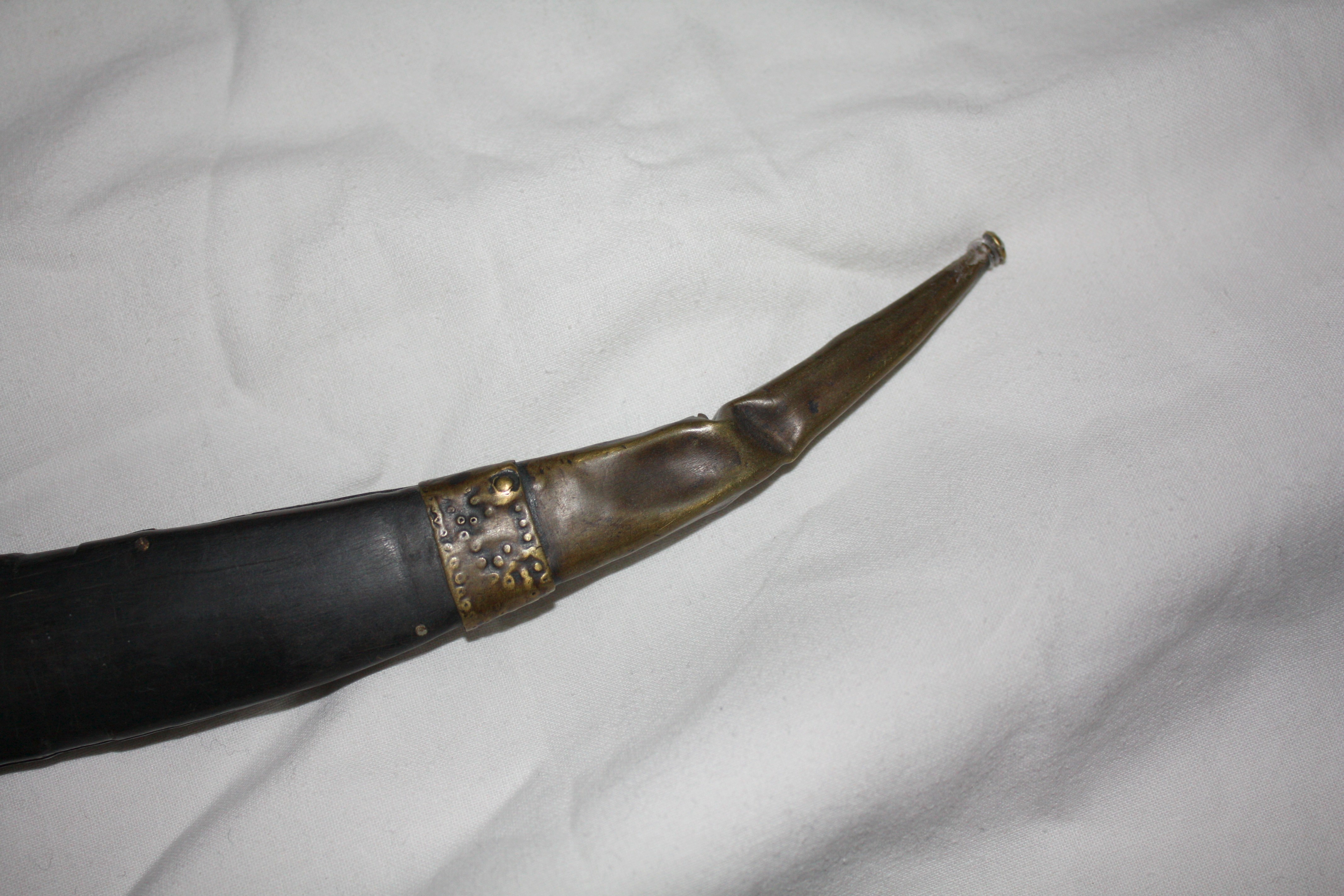
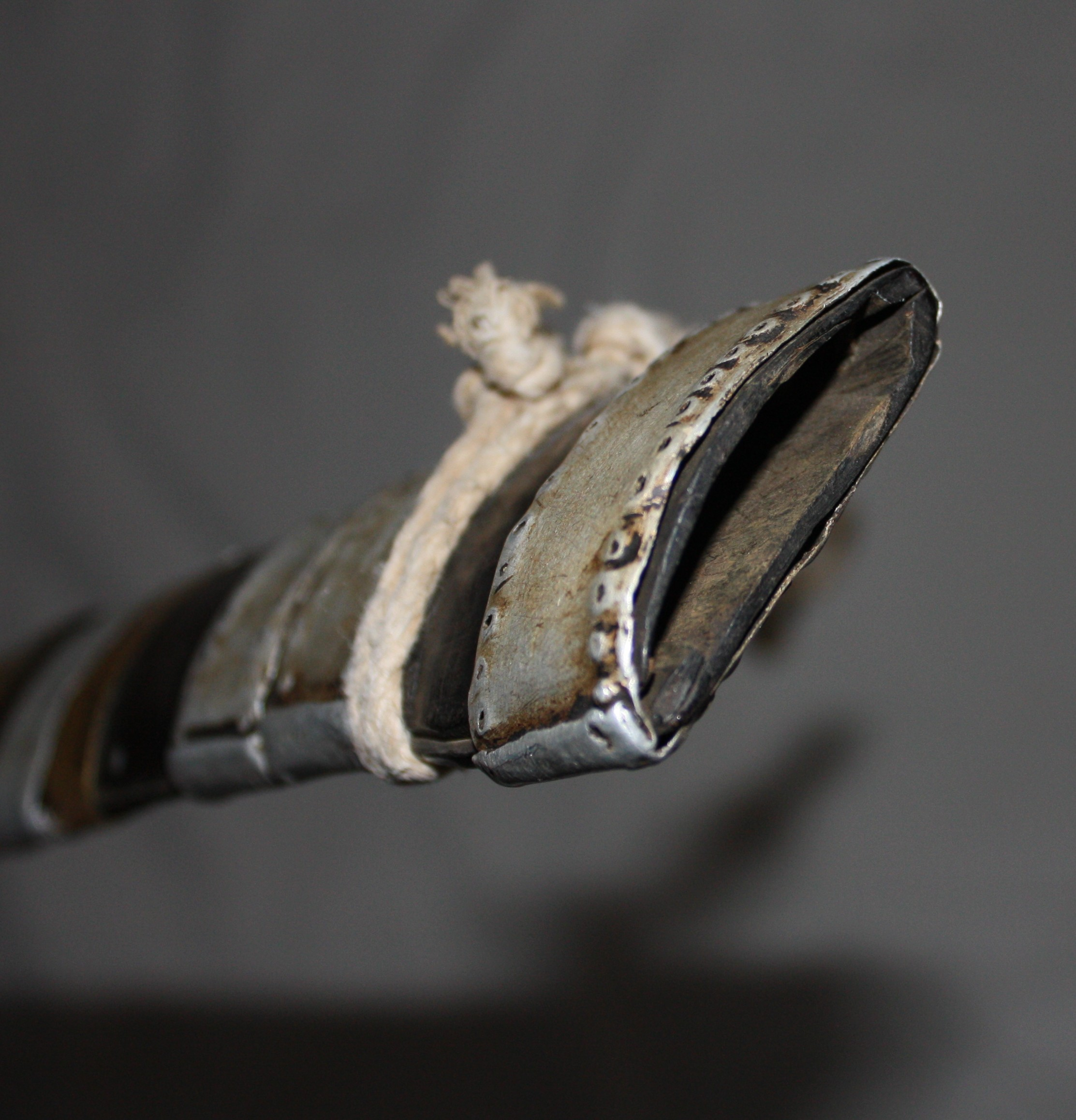
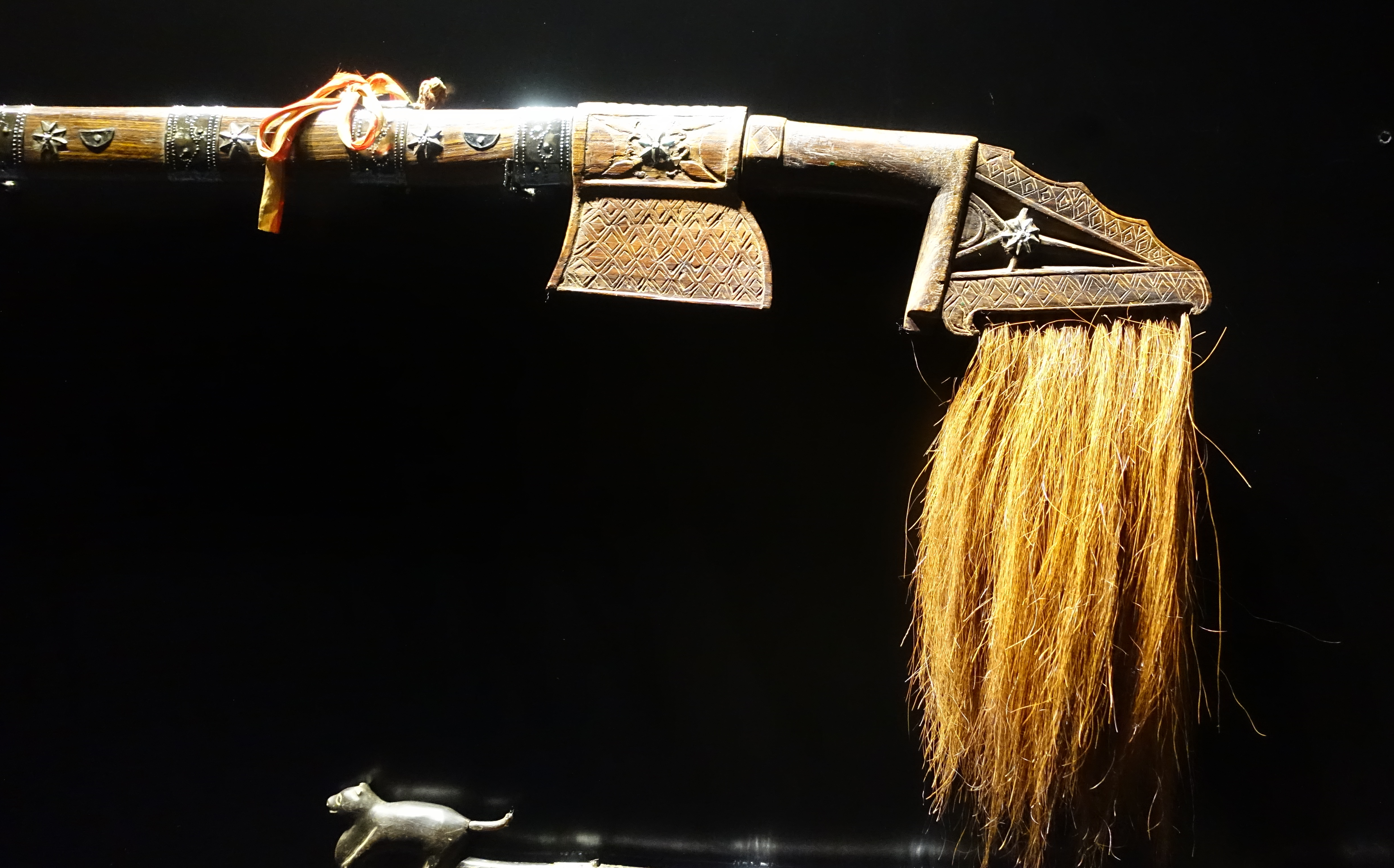
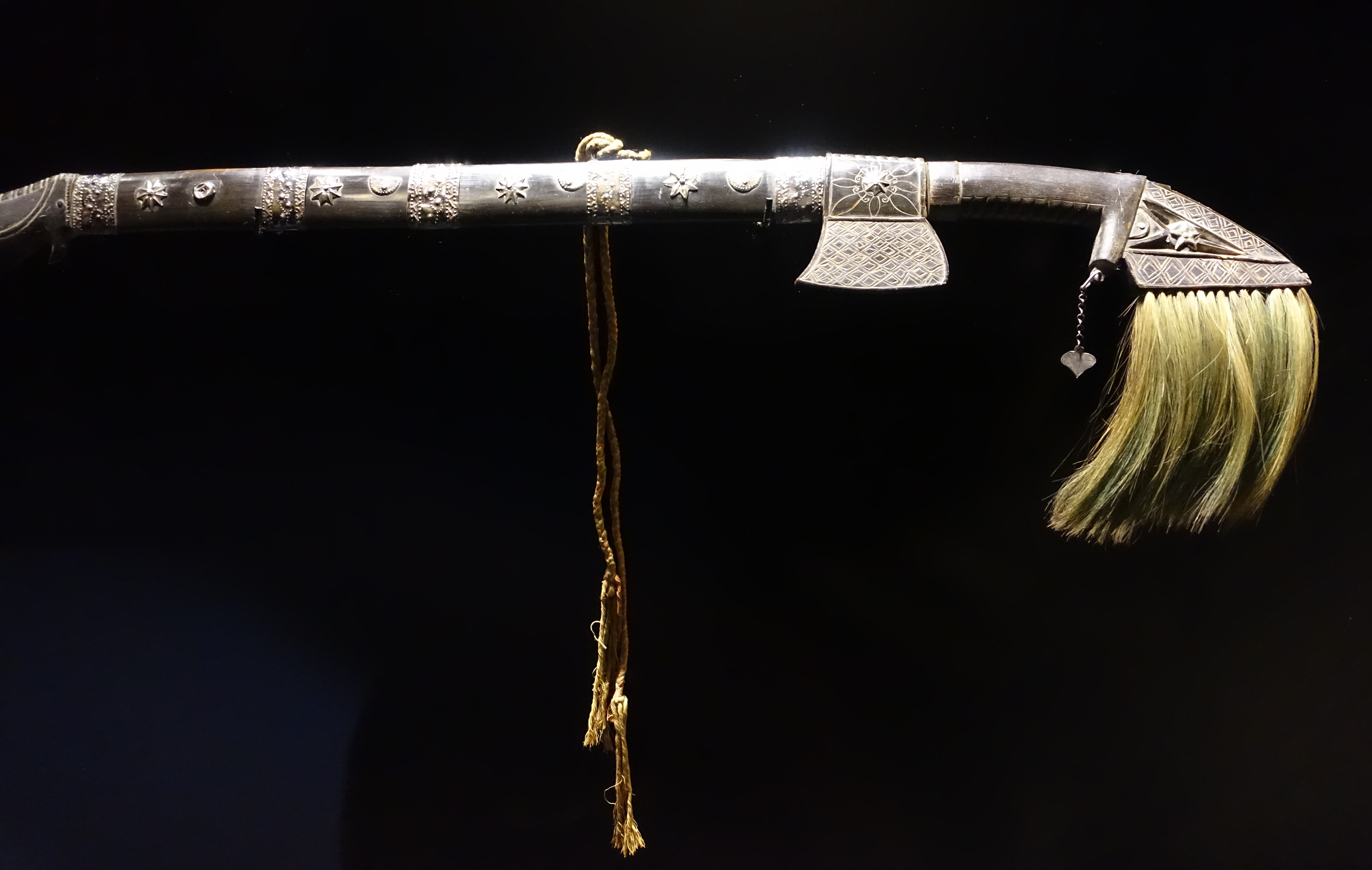
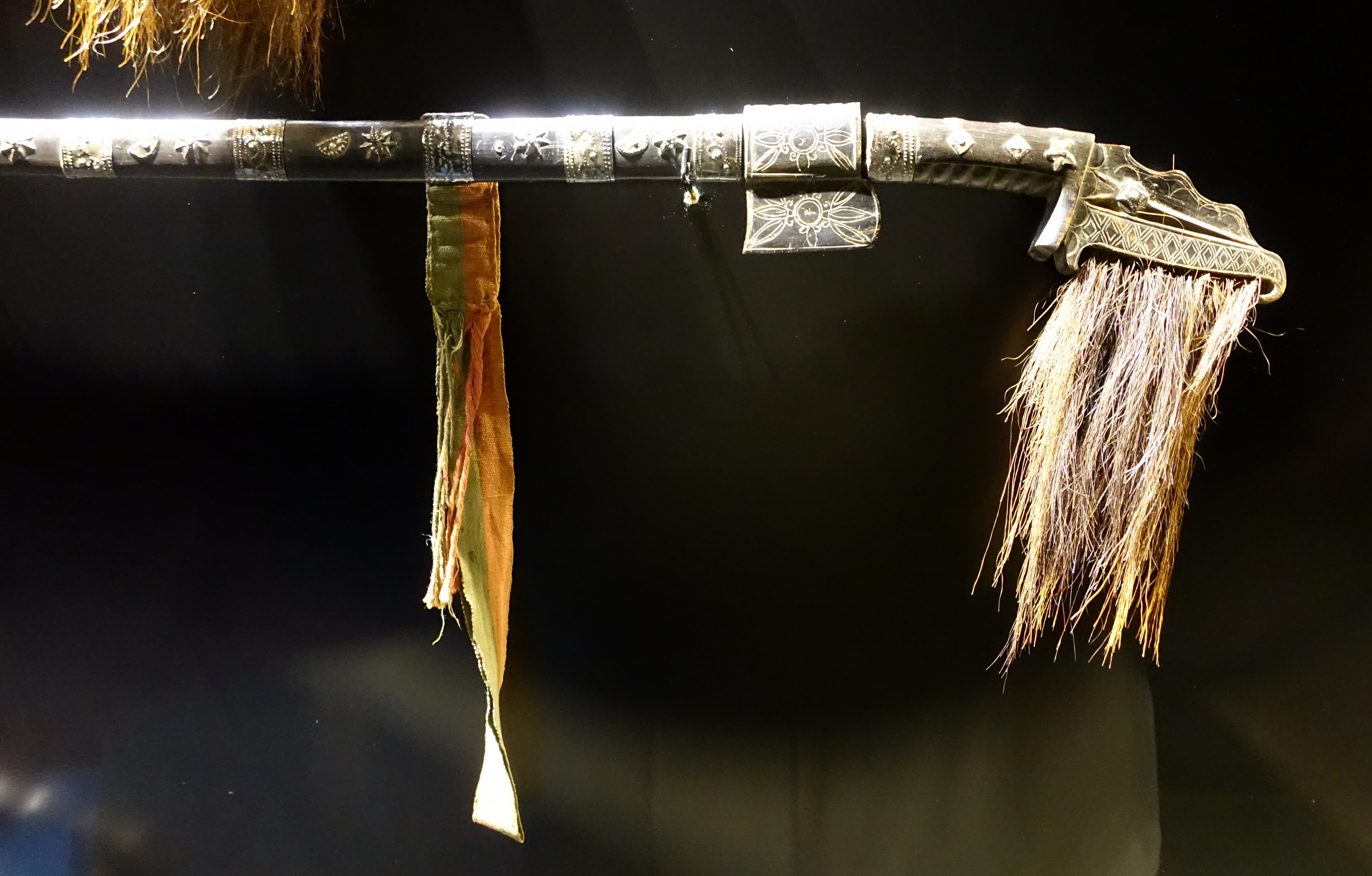

## Literatur

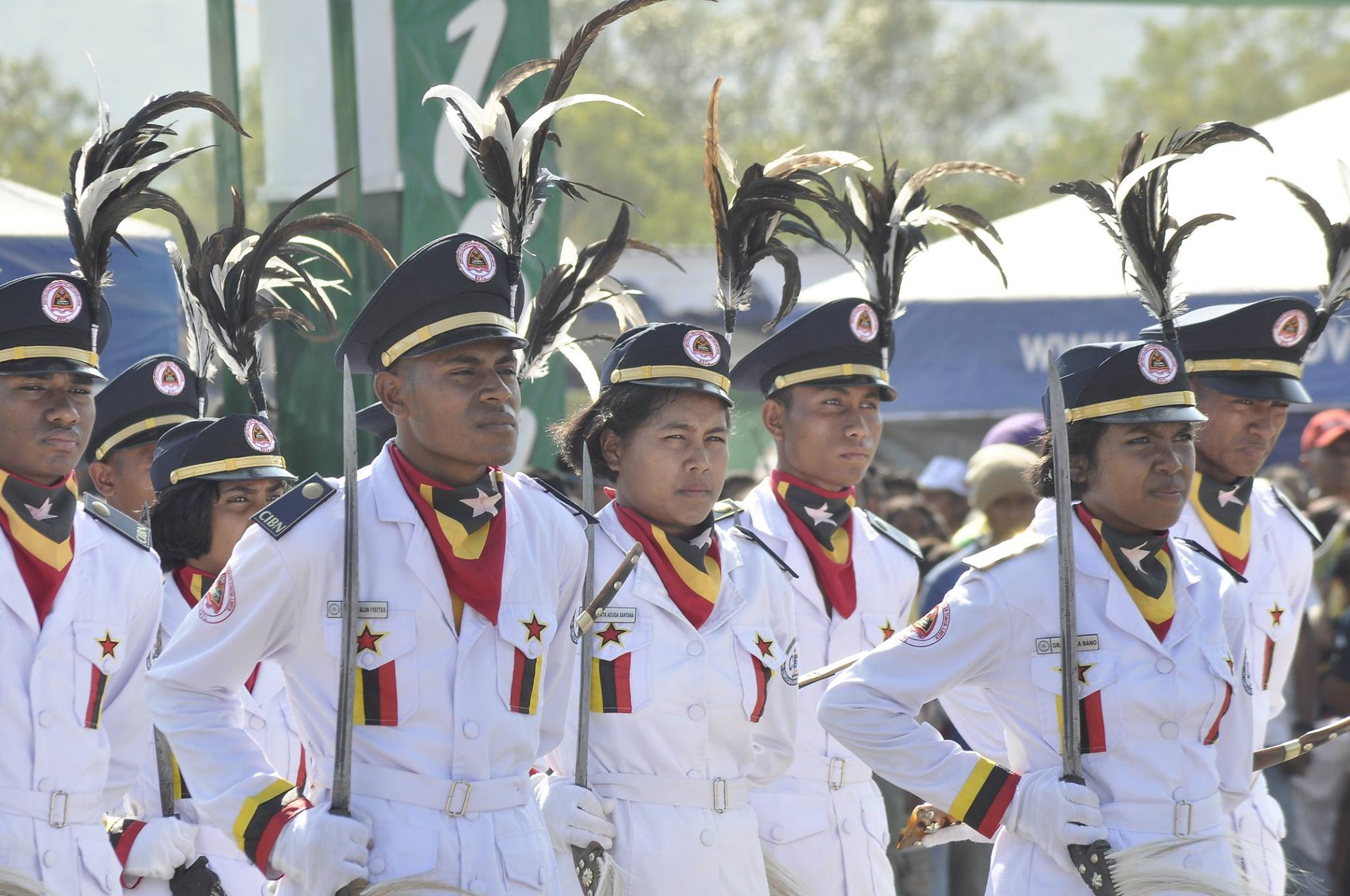
Osttimoresische Soldaten mit Suriks